# Ponorka (seriál)
Ponorka (v němčině Das Boot) je německý televizní seriál z roku 2018, volně navazující na stejnojmenný film z roku 1981, natočený podle knižní předlohy Lothara-Günthera Buchheima, a seriál z roku 1985 (oba v režii Wolfganga Petersena). Zatímco původní film se soustředil na osudy posádky německé ponorky U96, seriál přidává a zdůrazňuje příběhovou linii mezinárodní odbojové skupiny Résistance v přístavu La Rochelle, odkud ponorka vyplouvá na svoji misi.
Výpravné historické válečné drama v koprodukci německé odnože televize Sky, Bavaria Fiction a Sonar Entertainment režíroval rakouský režisér Andreas Prochaska. Natáčení probíhalo z velké části v Barrandovských ateliérech či areálu Pragovky a také v Mnichově, La Rochelle a na Maltě. Rok a půl po první osmidílné řadě (2018) byla uvedena druhá řada (2020) a následně byla ohlášena i příprava řady třetí. Druhou řadu režírovali napůl Matthias Glasner (první 4 díly) a Rick Ostermann (zbylé 4 díly) a natáčela se kromě Prahy, La Rochelle a Malty také v britských lokacích Manchesteru a Liverpoolu.

## Děj

### První řada

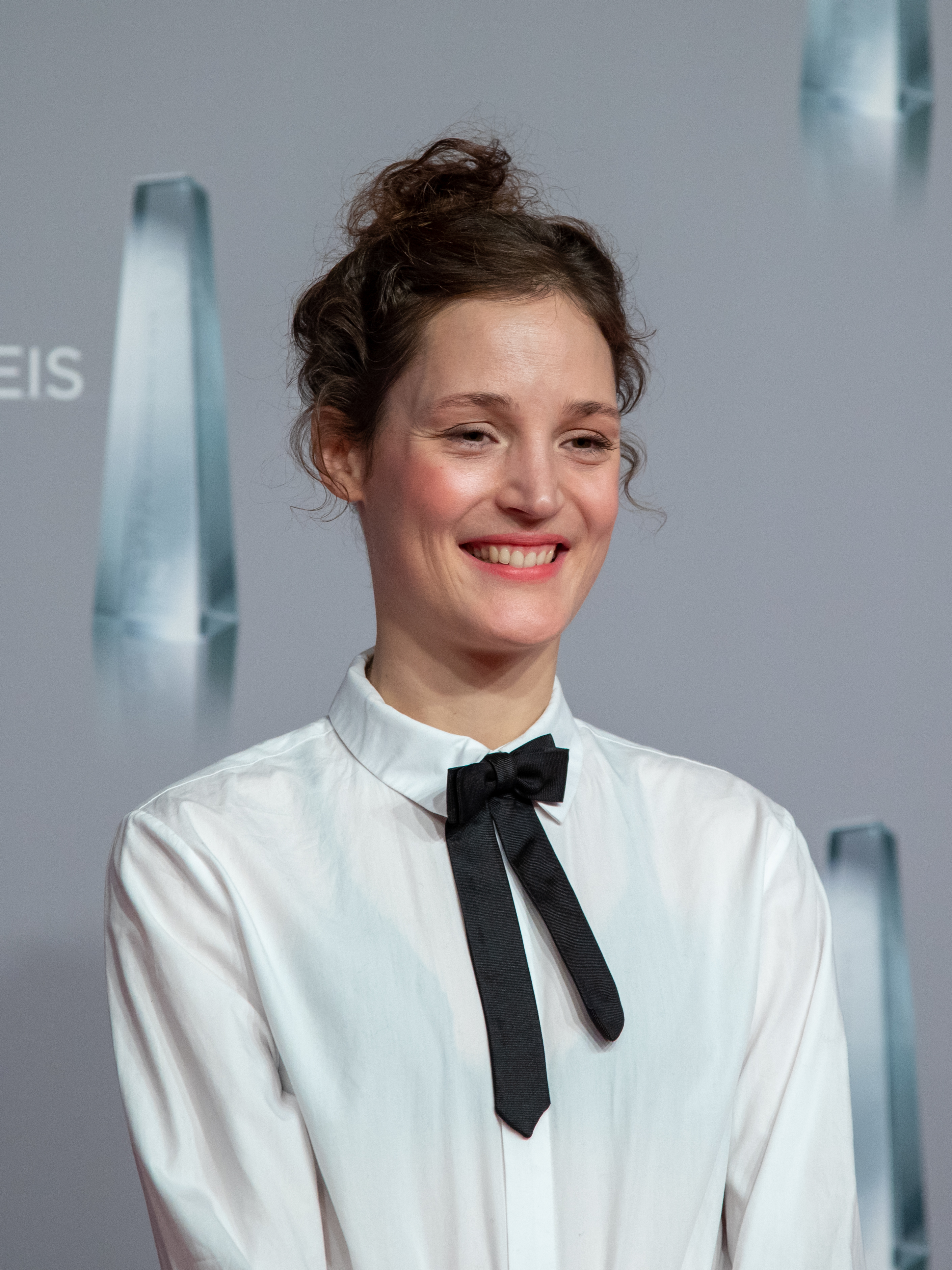
Vicky Kreips, představitelka jedné z ústředních postav 1. série Simone Strasserové.

Zatímco je německá válečná ponorka U-113 napadena ve vodách Atlantiku, její kapitán Wrangel se stane mužem přes palubu a zbytek posádky utone spolu s potopenou ponorkou, do francouzského přístavního města La Rochelle přijíždí Simone Strasserová, aby zde nastoupila jako překladatelka na německém policejním velitelství. Ubytuje se u místní nemocniční sestry Margot, která k ní zprvu chová nedůvěru jako k příslušnici okupačního národa. Zároveň se shledá se svým bratrem Frankem, jenž je radistou na ponorce U-612 a postupně také vychází najevo, že se zamiloval do židovské dívky, s níž má čerstvě dítě a chystali se společně uprchnout do Ameriky. Aby získal falešné pasy, chtěl je vyměnit za nákresy šifrovacího stroje, jenže na ponorce před vyplutím dojde k nehodě, při níž zemře vrchní radista, a on je narychlo povolán do služby. Když mu sestra přinese na palubu osobní věci, požádá ji, aby výměnu provedla za něj. Ta se tak nechtěně zaplete do pletich mezinárodní odbojové skupiny Résistance. Simonin nadřízený, vyšetřovatel gestapa Forster, má pro ni slabost, stejně jako pro zdejší krajinu, s odbojem však hodlá nemilosrdně zatočit a neštítí se obětí, zatímco francouzský komisař Duval lavíruje mezi poslušností Říši a ohledy ke zdejšímu francouzskému obyvatelstvu, jež jej však vesměs považuje za zrádce a přisluhovače okupantů.

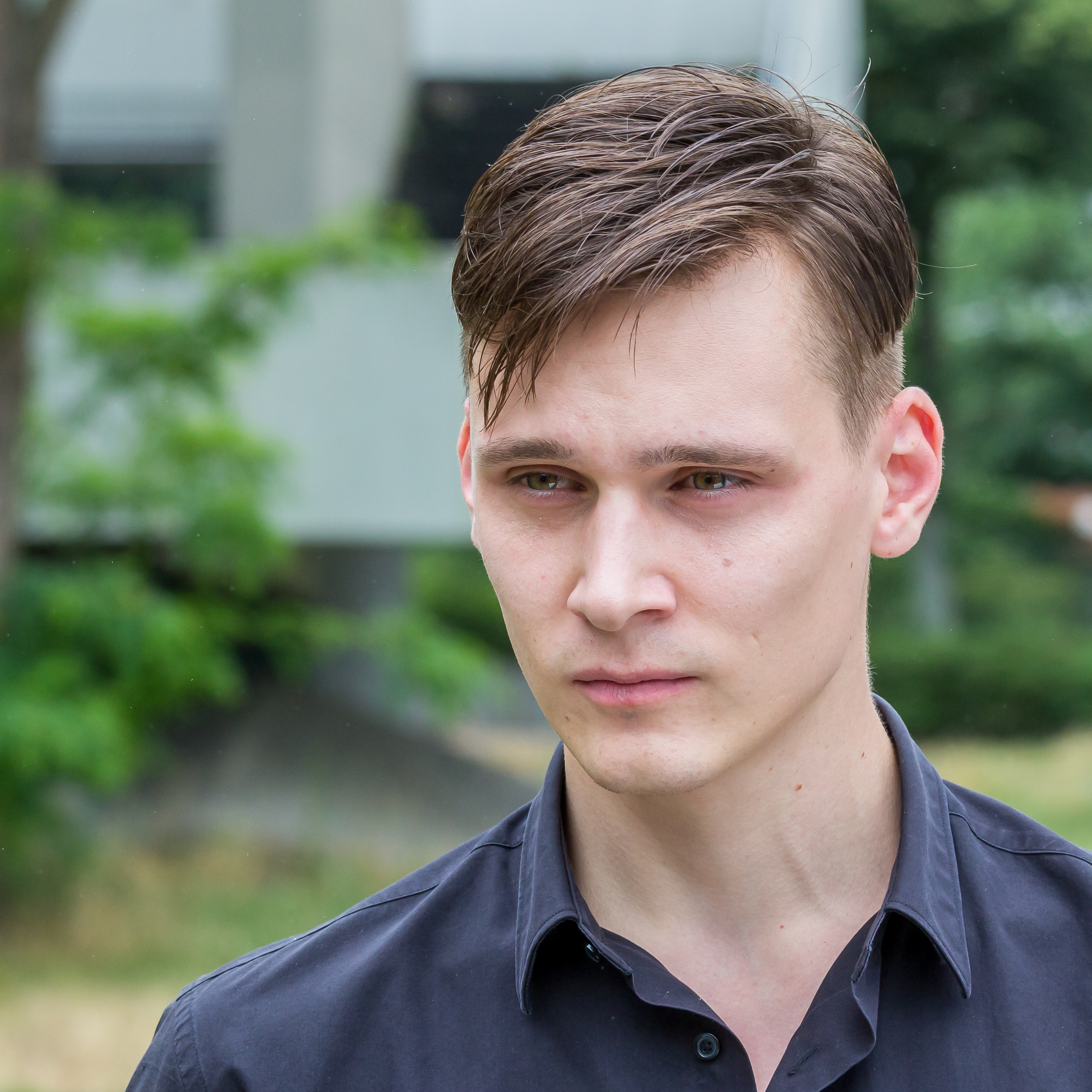
Rick Okon hrál kapitána U-612 Klause Hoffmanna.

Kapitán ponorky U-612 Hoffmann, pod jehož velením Frank nepřipraven vyplul na moře, je čerstvým a nezkušeným velitelem, který obtížně získává loajalitu svých mužů, obzvláště když mu okopává kotníky zkušenější a ambiciózní druhý důstojník Tennstedt. Ponorka míří zprvu přímo do akce, pak ale dostane přísně tajný úkol, kvůli němuž opustí své bojové pozice. Nabere jako pasažéra amerického konstruktéra a syna židovského válečného průmyslníka Greenwooda, který má být předmětem výměny rukojmích. Skutečně dojde k úspěšné Greenwoodově výměně za kapitána Wrangela, jehož předtím vylovili z moře a zajali Američané. Ti však také nalíčili podraz a posádka ponorky musí rychle prchnout před útokem. Proti kapitánu Hoffmannovi, oslabenému prochlazením, podniknou Wrangel s Tennstedtem vzpouru a vysadí jej z ponorky do člunu na širém moři, prakticky odsouzeného k záhubě nebo dopadení nepřítelem. Wrangel pak s nově ovládnutou lodí vyrazí bezhlavě do útoku, což se jim však těžce vymstí, ponorka je zasažena hlubinnou minou a těžce poškozená klesne do hlubiny, jen náhodou zachycena na útesu. Při zoufalé snaze obnovit její chod Tennstedt obětuje svůj život, po vynoření však lodi chybí dostatek paliva k návratu. Narazí na nepojízdnou loď, v jejímž podpalubí německo-rumunská posádka drží ve zbídačeném stavu židovské uprchlíky. Po konfliktu s nimi všechny zabijí a načerpají pohonné hmoty k návratu. Aby se uchránili před vojenským soudem, některé nelichotivé detaily svého příběhu v palubním deníku zatají, strastiplná Frankova plavba tak končí přece jen návratem do La Rochelle.
Mezitím na pevnině Simone neustále řeší těžké dilema, kam až zajít v pomoci svým blízkým lidem a jak moc se zaplést s odbojovou skupinou, aniž by byla vtažena do přílišného risku. Z jedné strany ji využívá šéfka odbojářů Carla, která cítí velký potenciál v Simonině pozici na policejním velitelství a probudí v ní také milostné vzplanutí. Z druhé strany na ni dotírá kriminální rada Forster ve snaze se s ní sblížit a třeba ji i pojmout za ženu, s níž by se mohl po válce usadit v zakoupeném sídle na pobřeží. Odbojáři uspějí s bombovým atentátem na jednu z ponorek, která slavnostně přirazila do přístavu, ale její rozjívená posádka znásilní a přivede k smrti Frankovu dívku. Forster nařídí jako odplatu za atentát vzít jako rukojmí stovku místních obyvatel, kteří by měli být exemplárně popraveni, pokud by se nepodařilo vypátrat a dopadnout Carlinu odbojovou buňku. Mezi těmito lidmi má být i Simonina spolubydlící Margot. Ve snaze zachránit Frankovo utajované dítě a zároveň Margot, Simone zařídí jejich útěk z města. Když si však uvědomí, že i Carla ji využívala a že je ochotná nechat civilisty zemřít pro svoje vlastní cíle, vyzradí její úkryt Forsterovi, který nechá odbojáře zmasakrovat. Ten si je nakonec vědom, že Simone zradila nejprve jeho a pak i Carlu, ale když jí chce dát za vyučenou, Simone jej během pokusu o znásilnění těžce poraní a sama uteče. Zatímco se znovu shledá s navrátivším se Frankem, v New Yorku vyhledá Greenwooda nečekaná návštěva – kapitán Hoffmann, který zjevně přežil svoje vysazení na moři.

### Druhá řada

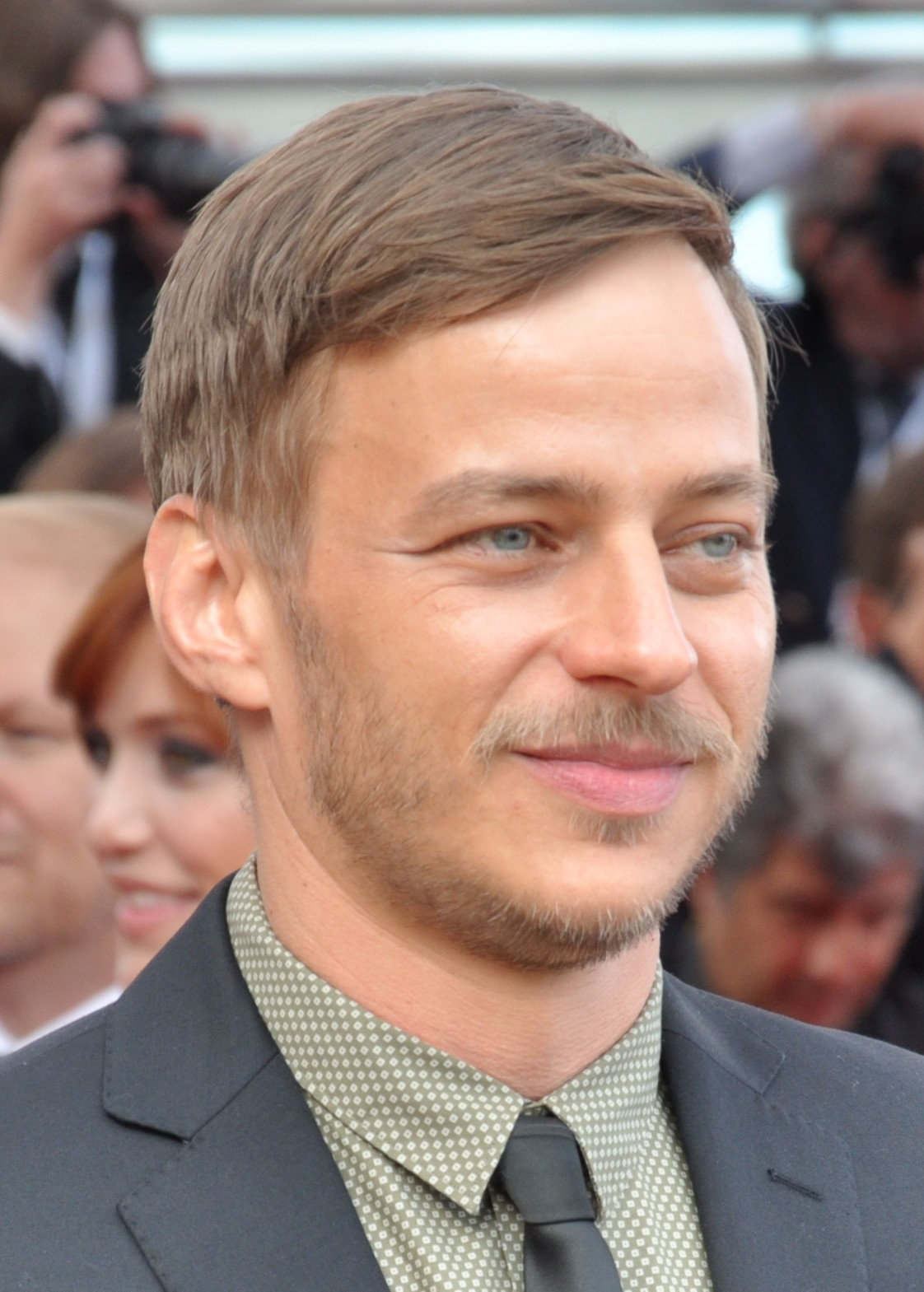
Tom Wlaschiha ztělesnil larochelleského kriminálního radu Hagena Forstera.

Příběh 2. řady v mnohém navazuje na řadu první, začíná však uvedením nové klíčové postavy do děje. Tou je Johannes von Reinhartz, chráněnec velitele Glucka a velitel ponorky U-822. Po potopení cizí lodi zjistí, že patrně nevezla náklad, ale pasažéry. Zatímco je sám otřesen pocitem zodpovědnosti z hromadného neštěstí, po návratu domů je naopak oceňován, že chytrým manévrem unikl zkáze vlastní ponorky. Do La Rochelle se vrací Margot Bostalová, jíž se podařilo odložit Frankovo dítě do bezpečí ve španělském klášteře, komisař Duval zahladil podezření z její dočasné nepřítomnosti a díky rozprášení místní odbojové skupiny už jí nehrozí bezprostřední nebezpečí. Naopak do nezáviděníhodné pozice se dostává Simone Strasserová, když se kriminální rada Forster vrátí na komisařství zotavený po těžkém zranění, jež mu ona uštědřila. Posádka Wrangelovy ponorky U-612, oslavovaná za hrdinské činy, se různými způsoby vyrovnává s vědomím toho, že nelichotivá část jejího příběhu byla zatajena.
Svým vlastním životem mezitím v New Yorku žije kapitán Klaus Hoffmann, který přislíbil Samu Greenwoodovi, že mu pomůže s vývojem zbrojního vybavení pro americkou armádu výměnou za to, že mu zprostředkuje návrat do vlasti. Sam Klause, vydávajícího se veřejně za švýcarského obchodníka, seznámí s advokátem Bergerem, který se obklopil místními lidmi nacionálně socialistického smýšlení, je německým agentem a mohl by ho snad dostat do Německa. Zároveň s ním Klaus potkává i černošskou jazzovou zpěvačku Cassandru Lloydovou, Samovu přítelkyni. Ta je ve složité situaci, obletovaná bohatým synkem průmyslníka, avšak stále čelící segregaci a rasismu většinové americké společnosti. Klaus a Cassandra spějí k milostnému vzplanutí, zatímco vztahy se Samem se ochlazují. Jeho otec Jack Greenwood vyhlásí svoji kandidaturu na senátora a chtěl by si získat afroamerické voliče i skrze Cassandru, ta však rázně odmítne pozici loutky v politických hrách. Situace se vyhrotí, když Berger dostane z Německa pokyn Hoffmanna zabít. Ještě ho však chce naposledy využít, aby získal informace z Greenwoodovy firmy. Tajně spolu vniknou do kanceláří, ale natrefí tam na Sama a Berger ho zastřelí, po útěku z místa činu se pokusí zabít i Klause, ten se mu však ubrání a v zápase jej usmrtí. Sám pak postřelený přijde za Cassandrou, aby s ním urychleně odjela z města na pobřeží, kde očekává příjezd německé ponorky, na jejíž palubě by snad mohl opustit zemi. Rozhodne se ale zůstat a Cassandře svěří svoji skutečnou identitu, ta jej zprvu rozzlobeně opustí jako lháře, posléze se však k němu navrátí.
Mezitím na francouzském pobřeží Simone předala těžce vykoupený pas svému bratru Frankovi a ten utíká do Španělska za dcerou Annou, je však cestou odhalen a navrácen do La Rochelle. Gluck mu dá druhou šanci, protože má málo mužů, a nasadí ho spolu s několika dalšími spolubojovníky z U-612 na novou tajnou misi. Pod velením von Reinhartze mají sloužit na ponorce U-822 a dovézt k americkému pobřeží tříčlenný výsadek agentů SS s úkolem sabotovat americké vojenské základny. Sám kapitán Reinhartz se však rozhodne využít této mise, aby zběhl k Američanům, předal jim svoji ponorku i šifrovací stroj Enigma a ukončil tak válečné hrůzy. O svém záměru napíše dopis manželce, ta ovšem spáchá sebevraždu a plán je vyzrazen Forsterovi a Gluckovi. Mezitím nadporučík Ehrenberg z U-612 neunese tíhu svědomí a nahlásí dříve zatajenou Wrangelovu vzpouru kapitánu Gluckovi. Ten nejprve nechá Wrangela se zbývajícími muži uvěznit, když se však dozví o Reinhartzovu vlastizrádném úmyslu, je nucen posádku propustit a vyslat ji na stíhací plavbu za U-822. Ehrenberg je přinucen se toho zúčastnit a Wrangel mu opakovaně dává najevo svoji převahu.

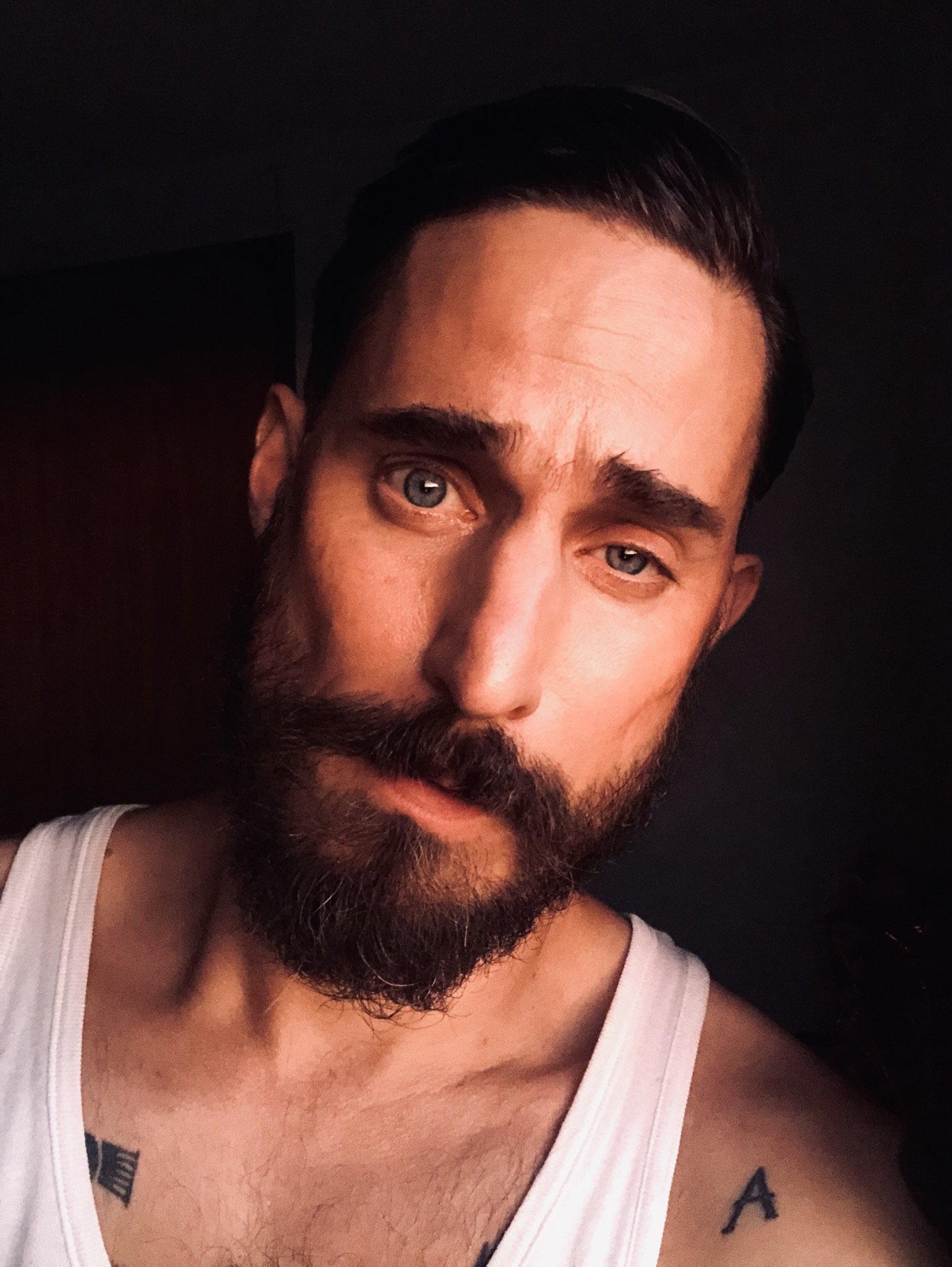
Clemens Schick, kapitán U-822 Johannes von Reinhartz v 2. řadě seriálu.

Reinhartz zatím získal Franka pro svůj plán a ten zničí vysílačku, aby přerušil spojení U-822 s velitelstvím. Esesáci a poručík Schiller, jmenovaný prvním důstojníkem, jsou ale nedůvěřiví. Když kapitán podnikne na širém moři „plavecký den“, aby otestoval a pozvedl náladu posádky, zaútočí na ponorku nepřátelské letadlo a při klopotném ponoření Frank nechá Schillera zavřeného venku se utopit. Během útoku plavidlo utrpí škody a potřebuje využít nedalekou zásobovací loď, u níž je však dostiženo Wrangelem, a tak se pokusí uniknout. Narazí na skupinu amerických korvet, které neváhají zaútočit. Stíhající U-612 dvě korvety potopí, třetí ji však napadne dřív, než stihne znovu nabít torpéda, zatímco Reinhartzova U-822 uniká. Na její palubě ovšem mezitím došlo k pokusu o převzetí moci trojicí příslušníků SS a částí posádky, Frankovým zásahem je však v zárodku potlačen a kapitán dá vzbouřence pod zámek. Znovu je dostihne Wrangel, rozhodnutý Reinhartze potopit stůj co stůj, ten jej však zdařilým manévrem přechytračí a naopak jde ke dnu U-612. Námořníci z trosek vyloví přeživší včetně Wrangela i Ehrenberga a vezmou je na palubu, vlastní vzbouřenci se ale v mezičase dostanou ze svého uvěznění a vyzbrojí se, takže tentokrát úspěšně převezmou vládu nad ponorkou a předají velení Wrangelovi. Ten se rozhodne dokončit původní misi U-822 a dopravit zbylou dvojici esesáckých sabotérů k americkému pobřeží. Tam Ehrenberg naschvál najede s ponorkou na mělčinu, Frank s Reinhartzem a několika dalšími námořníky utečou a naskáčou do moře, aby doplavali na břeh. Wrangel za prchajícím Reinhartzem vystřelí a na břeh vyplave jen jeho mrtvé tělo. Sám Ehrenberg na palubě zůstane a pomstí se za všechna příkoří tím, že Wrangela osobně probodne.
I v La Rochelle umírají lidé. Simone se snažila pomáhat ukryté židovské rodině, práskač Anatole Desjesquier ji však vyzradil Forsterovi a ten toho využije, aby se Simone pomstil. Zatímco ona umírá výstřely policistů, Margot se rodiny ujme a prchá s ní pryč z města. Forster cítí v Anatolovi potenciál a přidělí ho komisaři Duvalovi, aby spolu po uprchlících pátrali. Jednoho z farmářů Desjesquier při výslechu ubije k smrti. Margot se s židovským otcem a jeho dvěma dětmi ukryjí na jeho opuštěné farmě, kvůli horšícímu se chlapcovu zdraví však musí vyhledat v nedaleké vesnici lékaře. Ten sice pomůže, ale chlapcův život už nezachrání. Zatímco komisař Duval pod dojmem Anatolových nevybíravých metod čím dál více soucítí s uprchlíky a odbojáři, Margot se podaří od místního faráře získat pro otce s dcerou falešné dokumenty a s další pomocí je pošle ze země. Plán ale selže, protože farář vše nahlásil Forsterovi a ten židovskou dvojici dopadl. Od důstojníka SS provádějícího inspekci v jeho okrsku se navíc Forster dozvídá, že si svými předchozími úspěchy získal důvěru berlínského velení, které ho chce vyslat na východ, aby se podílel na řízení „konečného řešení židovské otázky“. Pro začátek má vyslat transport místních Židů, mezi nimi i čerstvě polapenou dvojici. Margot faráře zastřelí v rozhořčení nad jeho zradou a spolu s místní odbojovou skupinkou se rozhodnou zachránit Židy z nočního vlakového transportu. Forster však odhalil Duvalovo napomáhání, a ještě než ho nechal popravit, Desjesquier z něj mučením dostal potřebné informace. Záchranná akce je překažena, odbojáři postříleni a Margot přidána k vězňům do transportu. Také Forsterovi už se však hnusí jak morbidní záměry velitelství, tak i Anatolovy surové metody, strčí ho proto rovněž do transportu s Margot a Židy.

## Hlavní postavy a obsazení
| Tom Wlaschiha       | Hagen Forster, vyšetřující důstojník (kriminální rada) německé tajné policie v přístavním městě La Rochelle                                               |
| Vicky Krieps        | Simone Strasserová (zejména 1. řada), překladatelka na policejním velitelství, Frankova sestra, pocházející z Alsaska                                     |
| Rochelle Neil       | Cassandra Lloydová (2. řada), černošská jazzová zpěvačka v New Yorku, Samuelova přítelkyně                                                                |
| Clemens Schick      | Johannes von Reinhartz (2. řada), velitel ponorky U-822 „Sokol“                                                                                           |
| Rick Okon           | Klaus Hoffmann, kapitán, nezkušený velitel ponorky U-612, syn slavného otce-válečníka z 1. světové války                                                  |
| August Wittgenstein | Karl Tennstedt (1. řada, v 2. řadě epizodní), nadporučík, ambiciózní zástupce velitele ponorky U-612                                                      |
| Kevin McNally       | Jack Greenwood (2. řada, v 1. řadě epizodní), Samuelův otec, zbrojařský průmyslník, v 2. řadě kandidující na senátora USA                                 |
| Thierry Frémont     | Pierre Duval, francouzský policejní inspektor v La Rochelle                                                                                               |
| Leonard Schiecher   | Frank Strasser, radista ponorky U-612, bratr Simone, spolupracující s místním odbojem                                                                     |
| Franz Dinda         | Robert Ehrenberg, nadporučík, hlavní palubní inženýr U-612, vyléčený alkoholik                                                                            |
| Stefan Konarske     | Ulrich Wrangel, původní kapitán ponorky U-113 určený k výměně zajatců, posléze nový velitel ponorky U-612 „Škorpion“                                      |
| Fleur Geffrier      | Margot Bostalová, nemocniční sestra v La Rochelle, spolubydlící Simone, s vazbami na odboj                                                                |
| Robert Stadlober    | Hinrich Laudrup (2. řada, v 1. řadě vedlejší), nadpraporčík, zprvu palubní kuchař, později palubní inženýr                                                |
| Olivier Chantreau   | Emile Charpentier (1. řada), francouzský odbojář |
| Klaus Steinbacher   | Josef Wolf (1. řada), hlavní mechanik U-612 |
| Pit Bukowski        | Pips Lüders, dieselový strojní mechanik U-612, zprvu podezřívavý vůči Frankovi, později trpící traumatem                                                  |
| Rainer Bock         | Heinrich Gluck, fregatní kapitán, velitel námořní základny v La Rochelle                                                                                  |
| Julius Feldmeier    | Eugen Strelitz (2. řada, v 1. řadě vedlejší), navigátor U-612                                                                                             |
| Joachim Foerster    | Ralf Grothe (2. řada, v 1. řadě vedlejší), elektrostrojní mechanik U-612                                                                                  |
| Philip Birnstiel    | Benno Schiller (2. řada, v 1. řadě vedlejší), poručík, hlídka U-612                                                                                       |
| Paul Bartel         | Anatole Desjesquier (2. řada), Forsterův policejní pomocník na špinavou práci                                                                             |
| Lizzy Caplan        | Carla Monroe (1. řada), vůdkyně místní odbojové skupiny v La Rochelle                                                                                     |
| Vincent Kartheiser  | Samuel Greenwood (2. řada, v 1. řadě vedlejší), americký zajatec určený k výměně za kapitána Wrangela, syn newyorského zbrojního magnáta Jacka Greenwooda |
| Thomas Kretschmann  | Friedrich Berger (2. řada), německý advokát v New Yorku                                                                                                   |